# Lamidorcadion laosense
Lamidorcadion laosense är en skalbaggsart som beskrevs av Stefan von Breuning 1968. Lamidorcadion laosense ingår i släktet Lamidorcadion och familjen långhorningar.
Artens utbredningsområde är Laos. Inga underarter finns listade i Catalogue of Life.